# ブンバ
ブンバ(Bumba)は、コンゴ民主共和国北西部のモンガラ州の最大都市。
2012年の人口は10万7307人。
コンゴ川の港町でもある。
電気も水道も通っていない。

## 人口
- 1984年7月1日：5万1197人
- 2004年7月1日：8万9289人[3]
- 2012年：10万7307人

## 交通
かつてはヴィシコンゴ線がブンバからイシロまで運行していた。
ブンバ空港が有る。
コンゴ川の水上交通も利用出来る。